# Túpolev ANT-20
El Túpolev ANT-20 «Máximo Gorki» (en ruso: Туполев АНТ-20 «Максим Горький») fue un monoplano de transporte de pasajeros y medio propagandístico, propulsado por ocho motores Mikulin AM-34FRN. Seis motores estaban montados en los bordes de ataque alares y las dos restantes sobre el fuselaje. Fue el aeroplano de mayor tamaño fabricado en la década de 1930.

## Diseño y desarrollo

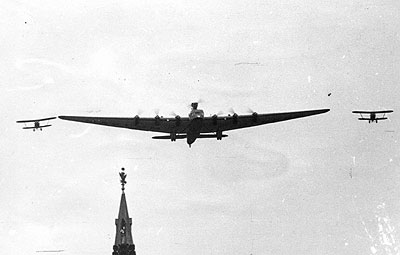
El ANT-20 «Máximo Gorki» sobre Moscú.

El ANT-20 fue diseñado por Andréi Túpolev, utilizando las técnicas de diseño de aviones completamente metálicas del ingeniero alemán Hugo Junkers. Fue construido entre el 4 de julio de 1933 y el 3 de abril de 1934, y fue uno de los dos aviones de este tipo construidos por los soviéticos. El avión lleva el nombre del escritor Máximo Gorki y estaba dedicado al 40.º aniversario de sus actividades literarias y públicas.  
El ANT-20 fue el avión más grande conocido que usó la filosofía de diseño de chapa corrugada utilizada por la compañía alemana Junkers Flugzeug para muchos de los componentes. Estaba propulsado por ocho motores V12 Mikulin AM-34FRN refrigerados por líquido de 890 kW (1200 hp). El Máximo Gorki tenía una envergadura de 63 m, un peso máximo en despegue de 42 t y era capaz de alcanzar una velocidad de 245 km/h. Fue evaluado en vuelo el 17 de junio de 1934. 
Fue pensado con propósitos propagandísticos y estaba equipado con una potente estación radiofónica llamada «La voz del cielo» («Голос с неба», Golos s neba), una imprenta, una biblioteca, estaciones de radio, un laboratorio fotográfico y un proyector de cine para mostrar películas con sonido en vuelo. Entre otras muchas cosas bastante inusuales en la época, el ANT-20 llevaba veinte tripulantes. Fue el primero en utilizar tanto corriente continua como alterna, y podía ser desmantelado y transportado por ferrocarril si era necesario. El avión estableció varios récords mundiales de capacidad de carga.

### Accidente de 1935
El 18 de mayo de 1935, el Máximo Gorki (pilotos Mijeyev y Zhurov), junto a otros tres aviones (un Túpolev ANT-14, un Polikarpov R-5 y un Polikarpov I-5), despegó para un vuelo de demostración sobre Moscú. El objetivo principal de los otros tres aviones que volaban tan cerca era hacer evidente la diferencia de tamaño. El caza I-5 acompañante, pilotado por Nikolái Blagin, había realizado dos maniobras de bucle alrededor del Máximo Gorki. En el tercer bucle, chocaron. El ANT-20 se estrelló en un barrio residencial al oeste de la actual estación de metro de Sokol. Cuarenta y cinco personas murieron en el accidente, todos los miembros de la tripulación, los treinta y tres pasajeros y otras nueve personas en tierra. La conmoción que causó la pérdida de este avión resultó en la provisión de fondos para la construcción de otros dieciséis aviones gigantes.

### ANT-20bis

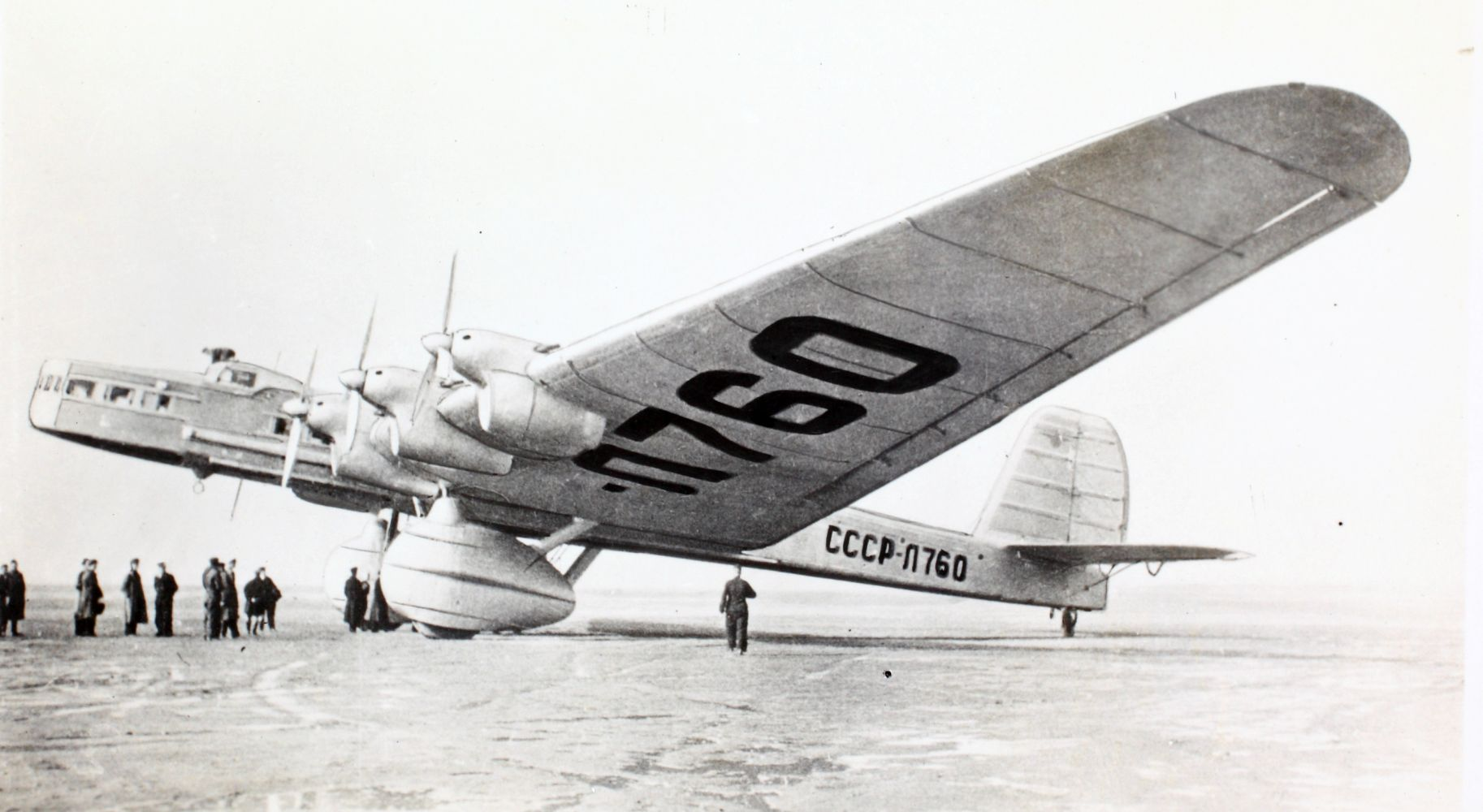
ANT-20bis L760.

En la práctica, solo se construyó uno de ellos: un avión de reemplazo, designado ANT-20bis, que comenzó su producción el año siguiente y voló por primera vez en 1938, difería considerablemente del ANT-20, pues se habían rediseñado las alas, el fuselaje y los estabilizadores. Estaba propulsado con seis motores Mikulin AM-34FRNV de 1200 hp unitarios montados en los bordes de ataque alares.
En diciembre de 1940, la aeronave fue rediseñada con dos motores Mikulin AM-35 ligeramente más potentes en las posiciones internas (números tres y cuatro). Este avión, designado PS-124 y registrado CCCP-L760, fue completado como transporte de pasajeros con capacidad para 64 plazas de pago y nueve tripulantes. Sirvió con Aeroflot en las rutas de transporte entre Rusia y Uzbekistán. El ANT-20bis tenía unas dimensiones similares a las del ANT-20, pero era algo más pesado y alcanzaba una velocidad máxima de 275 km/h.
El 14 de diciembre de 1942, dos horas y diez minutos después del despegue de Chardzhou (CRZ), en Turkmenistán, el avión gigante ANT-20bis estaba a unos cincuenta km de su destino, la ciudad de Taskent. Se observó que perdió altura, descendiendo a 500 m sobre el suelo. El avión entró en un picado pronunciado, golpeando el suelo en un ángulo de 80°. Durante la investigación, se descubrió que el piloto no estaba a los mandos cuando el avión se estrelló. Parece que le cedió los mandos a un pasajero, que desconectó el piloto automático y perdió el control.

## Variantes
ANT-20
Avión comercial de ocho motores, uno construido.
ANT-20bis
Versión del ANT-20 de seis motores, uno construido.

## Operadores
Unión Soviética
- Fuerza Aérea Soviética: 2 ejemplares.

## Especificaciones (ANT-20)

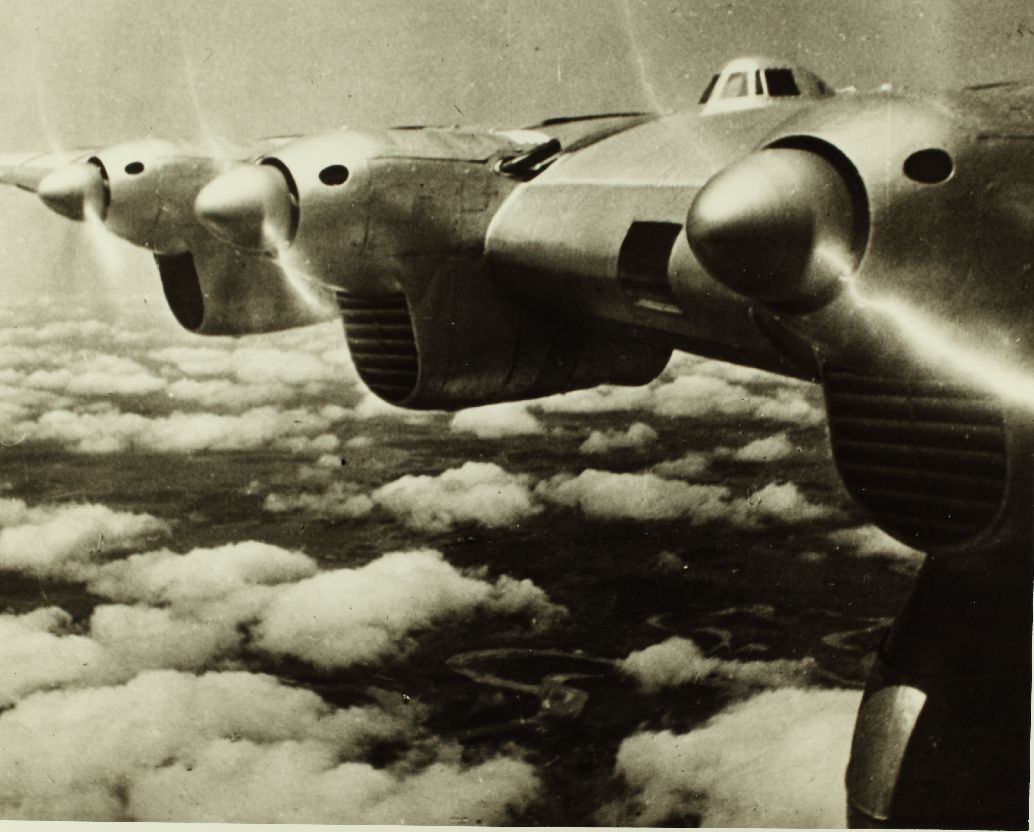
Motores del ANT-20.

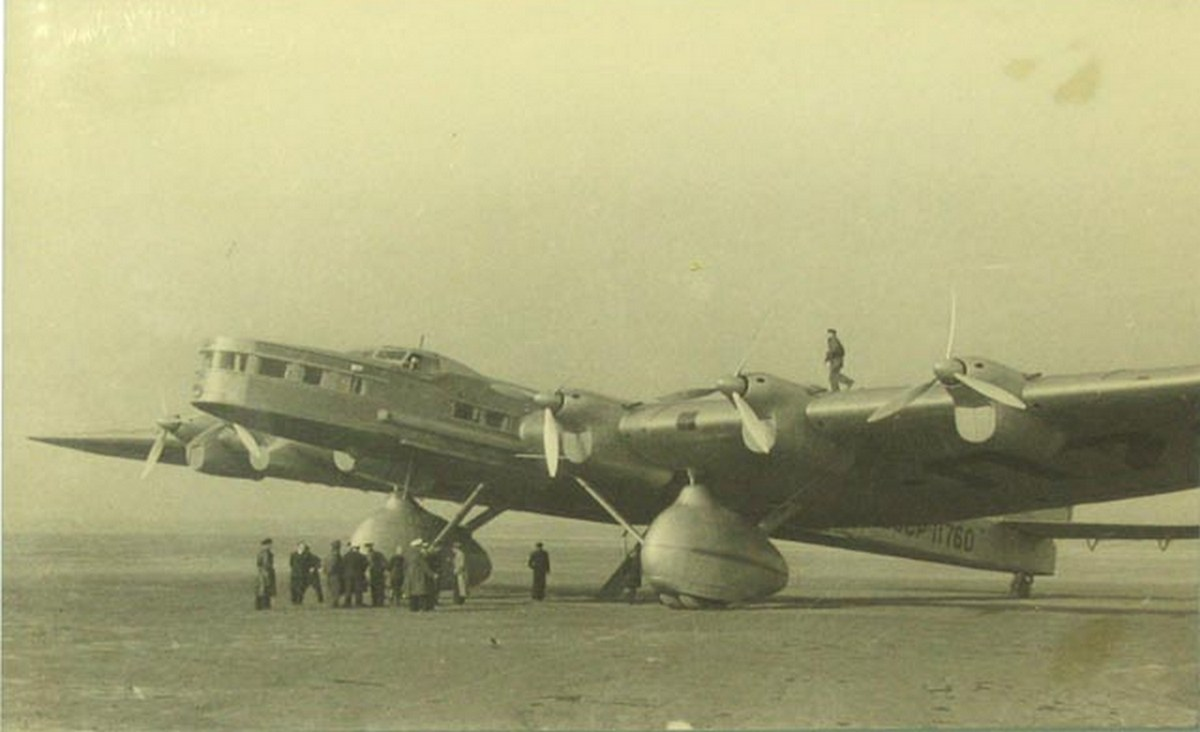
ANT-20bis de Aeroflot.

Referencia datos: The Osprey Encyclopaedia of Russian Aircraft 1875-1995.

### Características generales
- Tripulación: Ocho
- Capacidad: 72 pasajeros
- Longitud: 32,9 m (107,9 ft)
- Envergadura: 63 m (206,7 ft)
- Altura: 10,6 m (34,8 ft)
- Superficie alar: 488 m² (5252,9 ft²)
- Perfil alar: raíz: TsAGI-6 (20%) ; punta: TsAGI-6 (10%)[4]
- Peso vacío: 28 500 kg (62 814 lb)
- Peso cargado: 42 000 kg (92 568 lb)
- Peso máximo al despegue: 53 000 kg (116 812 lb)
- Planta motriz: 8× motor lineal V-12 refrigerado por líquido Mikulin AM-34FRN.
  - Potencia: 671 kW (925 HP; 912 CV) cada uno.
- Hélices: Bipala de paso variable

### Rendimiento
- Velocidad máxima operativa (Vno): 220 km/h (137 MPH; 119 kt)
- Alcance: 1200 km (648 nmi; 746 mi)
- Techo de vuelo: 4500 m (14 764 ft)

## Aeronaves relacionadas

### Desarrollos relacionados
- Túpolev ANT-16

### Aeronaves similares
- Dornier Do X
- Junkers G 38
- Túpolev ANT-14
- Túpolev TB-3
- Kalinin K-7

### Secuencias de designación
- Secuencia ANT-_ (interna de Túpolev): ← ANT-16 - ANT-17 - ANT-18 - ANT-20 - ANT-21 - ANT-22 - ANT-23 →
- Secuencia PS-_ (Aviones de Pasajeros soviéticos, 1923-1940): ← PS-43 - PS-84 - PS-89 - PS-124